# Бјелиши
Бјелиши је насеље у општини Бар у Црној Гори. Према попису из 2003. било је 1042 становника (према попису из 1991. било је 790 становника).

## Демографија
У насељу Бјелиши живи 767 пунолетних становника, а просечна старост становништва износи 34,8 година (33,7 код мушкараца и 35,8 код жена). У насељу има 359 домаћинстава, а просечан број чланова по домаћинству је 2,90.
Становништво у овом насељу веома је мешовито, а у последња два пописа, примећен је пораст у броју становника.
|  |

| Демографија | Демографија | Демографија |
| Година      | Становника  | Становника  |
| ----------- | ----------- | ----------- |
|             |             |             |
|             |             |             |
|             |             |             |
|             |             |             |
| 1948.       | 441         |             |
| 1953.       | 639         |             |
| 1961.       | 529         |             |
| 1971.       | 983         |             |
| 1981.       | 671         |             |
| 1991.       | 790         | 771         |
| 2003.       | 1.082       | 1.042       |
|             |             |             |
|             |             |             |

| Етнички састав према попису из 2003.‍ | Етнички састав према попису из 2003.‍ | Етнички састав према попису из 2003.‍ | Етнички састав према попису из 2003.‍ | Етнички састав према попису из 2003.‍ |
| ------------------------------------ | ------------------------------------ | ------------------------------------ | ------------------------------------ | ------------------------------------ |
|                                      |                                      |                                      |                                      |                                      |
| Црногорци                            | Црногорци                            |                                      | 426                                  | 40,88%                               |
| Срби                                 | Срби                                 |                                      | 420                                  | 40,30%                               |
| Муслимани                            | Муслимани                            |                                      | 41                                   | 3,93%                                |
| Бошњаци                              | Бошњаци                              |                                      | 32                                   | 3,07%                                |
| Албанци                              | Албанци                              |                                      | 6                                    | 0,57%                                |
| Југословени                          | Југословени                          |                                      | 5                                    | 0,47%                                |
| Македонци                            | Македонци                            |                                      | 3                                    | 0,28%                                |
| Хрвати                               | Хрвати                               |                                      | 2                                    | 0,19%                                |
| Руси                                 | Руси                                 |                                      | 2                                    | 0,19%                                |
| Роми                                 | Роми                                 |                                      | 1                                    | 0,09%                                |
| Мађари                               | Мађари                               |                                      | 1                                    | 0,09%                                |
| непознато                            | непознато                            |                                      | 44                                   | 4,22%                                |

| \| \| м \| \| \| ж \| \| ? \| 5 \| \| \| 11 \| \| 80+ \| 5 \| \| \| 7 \| \| 75—79 \| 7 \| \| \| 14 \| \| 70—74 \| 15 \| \| \| 16 \| \| 65—69 \| 15 \| \| \| 19 \| \| 60—64 \| 17 \| \| \| 25 \| \| 55—59 \| 21 \| \| \| 17 \| \| 50—54 \| 38 \| \| \| 31 \| \| 45—49 \| 43 \| \| \| 46 \| \| 40—44 \| 35 \| \| \| 48 \| \| 35—39 \| 38 \| \| \| 37 \| \| 30—34 \| 38 \| \| \| 42 \| \| 25—29 \| 37 \| \| \| 35 \| \| 20—24 \| 36 \| \| \| 38 \| \| 15—19 \| 54 \| \| \| 36 \| \| 10—14 \| 30 \| \| \| 46 \| \| 5—9 \| 43 \| \| \| 42 \| \| 0—4 \| 34 \| \| \| 21 \| \| Просек : \| 33,7 \| \| \| 35,8 \| |      |  |  |      |
| |      |  |  |      |
| | м    |  |  | ж    |
| ? | 5    |  |  | 11   |
| 80+ | 5    |  |  | 7    |
| 75—79 | 7    |  |  | 14   |
| 70—74 | 15   |  |  | 16   |
| 65—69 | 15   |  |  | 19   |
| 60—64 | 17   |  |  | 25   |
| 55—59 | 21   |  |  | 17   |
| 50—54 | 38   |  |  | 31   |
| 45—49 | 43   |  |  | 46   |
| 40—44 | 35   |  |  | 48   |
| 35—39 | 38   |  |  | 37   |
| 30—34 | 38   |  |  | 42   |
| 25—29 | 37   |  |  | 35   |
| 20—24 | 36   |  |  | 38   |
| 15—19 | 54   |  |  | 36   |
| 10—14 | 30   |  |  | 46   |
| 5—9 | 43   |  |  | 42   |
| 0—4 | 34   |  |  | 21   |
| Просек : | 33,7 |  |  | 35,8 |

| Број домаћинстава према пописима из периода 1948—2003. | Број домаћинстава према пописима из периода 1948—2003. | Број домаћинстава према пописима из периода 1948—2003. | Број домаћинстава према пописима из периода 1948—2003. | Број домаћинстава према пописима из периода 1948—2003. | Број домаћинстава према пописима из периода 1948—2003. | Број домаћинстава према пописима из периода 1948—2003. | Број домаћинстава према пописима из периода 1948—2003. |
| Година пописа                                          | 1948.                                                  | 1953.                                                  | 1961.                                                  | 1971.                                                  | 1981.                                                  | 1991.                                                  | 2003.                                                  |
| ------------------------------------------------------ | ------------------------------------------------------ | ------------------------------------------------------ | ------------------------------------------------------ | ------------------------------------------------------ | ------------------------------------------------------ | ------------------------------------------------------ | ------------------------------------------------------ |
| Број домаћинстава                                      | 112                                                    | 118                                                    | 139                                                    | 274                                                    | 215                                                    | 251                                                    | 367                                                    |

| Број домаћинстава по броју чланова према попису из 2003. | Број домаћинстава по броју чланова према попису из 2003. | Број домаћинстава по броју чланова према попису из 2003. | Број домаћинстава по броју чланова према попису из 2003. | Број домаћинстава по броју чланова према попису из 2003. | Број домаћинстава по броју чланова према попису из 2003. | Број домаћинстава по броју чланова према попису из 2003. | Број домаћинстава по броју чланова према попису из 2003. | Број домаћинстава по броју чланова према попису из 2003. | Број домаћинстава по броју чланова према попису из 2003. | Број домаћинстава по броју чланова према попису из 2003. | Број домаћинстава по броју чланова према попису из 2003. |
| Број чланова                                             | 1                                                        | 2                                                        | 3                                                        | 4                                                        | 5                                                        | 6                                                        | 7                                                        | 8                                                        | 9                                                        | 10 и више                                                | Просек                                                   |
| -------------------------------------------------------- | -------------------------------------------------------- | -------------------------------------------------------- | -------------------------------------------------------- | -------------------------------------------------------- | -------------------------------------------------------- | -------------------------------------------------------- | -------------------------------------------------------- | -------------------------------------------------------- | -------------------------------------------------------- | -------------------------------------------------------- | -------------------------------------------------------- |
| Број домаћинстава                                        | 359                                                      | 70                                                       | 90                                                       | 63                                                       | 88                                                       | 40                                                       | 5                                                        | 3                                                        | 0                                                        | 0                                                        | 0                                                        |

| Пол    | Укупно | Неожењен/Неудата | Ожењен/Удата | Удовац/Удовица | Разведен/Разведена | Непознато |
| ------ | ------ | ---------------- | ------------ | -------------- | ------------------ | --------- |
| Мушки  | 404    | 140              | 248          | 10             | 6                  | 0         |
| Женски | 422    | 97               | 247          | 50             | 27                 | 1         |
| УКУПНО | 826    | 237              | 495          | 60             | 33                 | 1         |

| Пол    | Укупно                    | Пољопривреда, лов и шумарство | Рибарство                            | Вађење руде и камена | Прерађивачка индустрија       |
| ------ | ------------------------- | ----------------------------- | ------------------------------------ | -------------------- | ----------------------------- |
| Мушки  | 181                       | 4                             | 0                                    | 2                    | 10                            |
| Женски | 126                       | 0                             | 0                                    | 0                    | 11                            |
| Укупно | 307                       | 4                             | 0                                    | 2                    | 21                            |
|        |                           |                               |                                      |                      |                               |
| Пол    | Производња и снабдевање   | Грађевинарство                | Трговина                             | Хотели и ресторани   | Саобраћај, складиштење и везе |
| Мушки  | 2                         | 12                            | 23                                   | 9                    | 60                            |
| Женски | 2                         | 3                             | 22                                   | 17                   | 18                            |
| Укупно | 4                         | 15                            | 45                                   | 26                   | 78                            |
|        |                           |                               |                                      |                      |                               |
| Пол    | Финансијско посредовање   | Некретнине                    | Државна управа и одбрана             | Образовање           | Здравствени и социјални рад   |
| Мушки  | 1                         | 6                             | 19                                   | 3                    | 2                             |
| Женски | 2                         | 5                             | 10                                   | 10                   | 17                            |
| Укупно | 3                         | 11                            | 29                                   | 13                   | 19                            |
|        |                           |                               |                                      |                      |                               |
| Пол    | Остале услужне активности | Приватна домаћинства          | Екстериторијалне организације и тела | Непознато            | Непознато                     |
| Мушки  | 10                        | 0                             | 0                                    | 18                   | 18                            |
| Женски | 5                         | 0                             | 0                                    | 4                    | 4                             |
| Укупно | 15                        | 0                             | 0                                    | 22                   | 22                            |